# 戈瑞
戈瑞（英語：Gray，中国大陆译作“戈瑞”，台湾译作“戈雷”；亦有譯作“格雷”），简称「戈」，是一个国际单位制导出单位，是物理量「电离辐射能量吸收剂量」的标准单位。

## 定义
戈瑞（符号：Gy或㏉）是用于衡量由电离辐射导致的「能量吸收剂量」（简称吸收剂量）的物理单位，它描述了单位质量物体吸收电离辐射能量的大小。一戈瑞（1 Gy）表示每公斤物質吸收了一焦耳的輻射能量。
除此之外，戈瑞也是物理量比释动能的单位。
戈瑞的定义式是：
{\displaystyle \mathrm {1\,Gy=1\,{\frac {J}{kg}}=1\,{\frac {m^{2}}{s^{2}}}} }
即：1 戈瑞= 1 焦耳/千克
其中「焦耳」是能量的单位，「千克」是质量的单位。用国际单位制基本单位表示为“公尺平方每秒平方”。

## 名称来源
戈瑞之名来自英国物理学家、放射生物学之父路易斯·哈罗德·戈瑞。

## 换算
早前使用的吸收剂量单位是拉德（rad），它与戈瑞间的转换关系是：1Gy = 100 Rad。
1985年12月31日起，「拉德」在医学领域终止使用。
仅在描述贝塔射线、伽马射线、X射线的辐射剂量时，戈瑞和另一个单位西弗（Sievert，中国大陆法定译作希沃特）是等价的，因为这几种辐射的「辐射权重因数」都是1。二者单位相同，但戈瑞在实际应用中用于描述辐射吸收剂量的大小，西弗则描述当量剂量。

## 使用
戈瑞主要应用在医学领域，描述放射线疗法以及核医学中使用的辐射剂量。